# Gonpaba
Gonpaba, ook wel bekend onder zijn Indiase naam Jayananda, was een Tibetaans priester. Gonpaba was afkomstig uit Kasjmir en was leerling van Kalachakrapada.
Gonpaba is de tiende naam op de lijst van elf reïncarnaties die voorafgingen aan de dalai lama's en werd opgetekend door de grote vijfde dalai lama, Ngawang Lobsang Gyatso. Hij wordt daardoor gezien als een incarnatie van Chenrezig, de bodhisattva die in India bekend is onder de naam Avalokitesvara. Nummer negen op de lijst is Dromtön, de oprichter van de Kadampa en als elfde wordt de geestelijke Padma Dorje beschreven. Gezien Dromtön overleed in 1064 en de Blauwe annalen een incarnatie na hem beschrijven die werd geboren in 1092, wordt ervan uitgegaan dat Gonpaba niet ouder is geworden dan 27 jaar.